# Papilio leucotaenia
Papilio leucotaenia – motyl z rodziny paziowatych występujący w Burundi, Ugandzie i Rwandzie.